# 马修·戴维斯 (足球运动员)
马修·戴维斯（英語：Matthew Thomas Davies，1995年2月7日—），是一名出生于澳大利亚的马来西亚足球运动员。司职右后卫，目前效力马来西亚超级足球联赛球会柔佛DT足球俱乐部，也代表马来西亚国家足球队出战国际赛。

## 早年生活
戴维斯出生于西澳大利亚州，从小就喜欢踢足球，并得到家人的鼓励。戴维斯的父亲是澳大利亚人而母亲是马来西亚沙巴人，所以他拥有代表两国的资格。
戴维斯20岁时就移居到马来西亚，并表示希望能代表马来西亚国家队参加国际赛。

## 生涯
马修·戴维斯于2010年加入澳大利亚体育学院俱乐部，开始了其职业生涯，并在该队担任队长。在2011年12月被澳大利亚青年联赛的珀斯光荣NPL（青年队）选中，正式加入珀斯光荣足球俱乐部。

### 珀斯光荣
戴维斯与珀斯光荣足球俱乐部签下合约，并开始代表青年队参加澳大利亚青年联赛。2013/14赛季戴维斯与俱乐部续约多2年，并在同年升至一线队。并在2013年10月27日对阵墨尔本城中首发登场，他在珀斯光荣效力了两年，累计16场出场次数，于2015年正式离开珀斯光荣。

### 彭亨
2015年4月，戴维斯正式加盟马来西亚超级足球联赛的彭亨足球协会，由于拥有马来西亚血统所以以马来西亚籍注册为球员。在2016年2月戴维斯正式成为彭亨队长，他是彭亨有使以来最年轻的队长，当时他才21岁。2018年他带领彭亨获得2018年马来西亚足总杯冠军。

### 柔佛DT
2020年2月15日马修·戴维斯正式加盟柔佛DT足球俱乐部，离开了效力长达5年之久的彭亨。

## 国际生涯

### 澳洲U19队
2013年马修·戴维斯入选澳大利亚U19队，并参加该年在8月12日至21日的西班牙COTIF锦标赛。

### 马来西亚U23队
于2015年马修·戴维斯正式选择代表马来西亚出战国际赛，戴维斯拥有澳大利亚和马来西亚的血统，所以具备代表条件。戴维斯在的2015年东南亚运动会入选马来西亚U23队，这是他首次代表马来西亚出战国际赛。在小组赛获得4次首发机会，但马来西亚小组赛排名只在第3名，无法出线。
 

### 马来西亚国家队
马修·戴维斯自从入籍马来西亚后就一直是马来西亚国家足球队的常客，经常被主教练招入球队。在2015年9月8日在世界杯预选赛中对阵沙地阿拉伯国家足球队中首次代表马来西亚首发。